# Fürstlich Castell'sche Bank
La Fürstlich Castell’sche Bank, Credit-Casse AG, ou plus simplement Castell-Bank, est un établissement de crédit basé en Franconie. Le siège social de l'entreprise est à Castell, le siège social et la direction sont à Wurtzbourg depuis 1972. Elle est gérée sous la forme juridique d'une société par actions non cotée, dont les familles Castell-Rüdenhausen et Castell-Castell détiennent chacune la moitié des actions. Elle est considérée comme la plus ancienne banque de Bavière. La banque est membre du réseau Cashpool.

## Histoire
L'établissement est fondé en 1774 sous le nom de Gräflich Castell-Remlingen’sche Landes-Credit-Cassa. En 1857, la Gräflich Castell'sche Neue Credit-Casse est également fondée, elle se concentre sur les affaires d'entreprise et la gestion d'actifs. Les deux maisons fusionnent en 1941 pour former la Fürstlich Castell'sche Bank. En 2001, la société est transformée en une société en commandite par actions (KGaA). Avec effet au 1er août 2006, la forme juridique est modifiée pour devenir la société par actions actuelle. À l'automne 2017, on apprend qu'un cadre supérieur de banque doté d'une procuration générale avait commis une fraude de grande ampleur.  Lors de la présentation du résultat annuel 2018, la banque présente des difficultés financières et organisationnelles. Au total, 7 conseillers en placement de Castell-Bank passent chez Bethmann Bank, qui ouvrira une succursale à Wurtzbourg en 2020. En septembre 2019, le président du conseil d'administration, Sebastian Klein, quitte également l'établissement.

## Filiales
La Fürstlich Castell'sche Bank possède sept succursales en Basse, Moyenne et Haute-Franconie et une succursale à Heilbronn, Munich, Nuremberg et Ulm.